# Kim van Dijk
Kim van Dijk (Groningen, 27 december 1984) is een Nederlands wielrenster. Ze fietst op de tandem als piloot van Kathrin Goeken.

## Beste uitslagen

### Paralympische Spelen
| Evenement   | Resultaat  | Onderdeel    |
| ----------- | ---------- | ------------ |
| Londen 2012 | goud       | weg tijdrit  |
| Londen 2012 | brons      | wegwedstrijd |
| Rio 2016    | Lekke band | weg tijdrit  |
| Rio 2016    | 8e plek    | wegwedstrijd |

### Wereldkampioenschappen
| Evenement        | Resultaat | Onderdeel    |
| ---------------- | --------- | ------------ |
| Roskilde 2011    | brons     | wegwedstrijd |
| Los Angeles 2012 | brons     | Baan 1 km    |

### Nederlandse kampioenschappen
| Evenement      | Resultaat | Onderdeel   |
| -------------- | --------- | ----------- |
| 2009           | goud      | weg tijdrit |
| 2010           | goud      | weg tijdrit |
| Apeldoorn 2011 | goud      | baan 1 km   |
| Landgraaf 2012 | goud      | weg tijdrit |

Tot en met 2016 goud op het NK tijdrijden

## Ploegen
- 2008: Merida Ladies Cycling Team
- 2011: Specialized DPD Women Cycling Team
- 2012: Dames Wielerteam Ronald McDonald Huis Groningen